# Тёнан
Тёнан (яп. 長南町 Тё:нан-мати) — посёлок в Японии, находящийся в уезде Тёсей префектуры Тиба. Площадь посёлка составляет 65,38 км², население — 8300 человек (1 августа 2014), плотность населения — 126,95 чел./км².

## Географическое положение
Посёлок расположен на острове Хонсю в префектуре Тиба региона Канто. С ним граничат города Мобара, Итихара и посёлки Муцудзава, Нагара, Отаки.

## Население
Население посёлка составляет 8300 человек (1 августа 2014), а плотность — 126,95 чел./км². Изменение численности населения с 1980 по 2005 годы:
| 1980 | 11 509 чел. |  |
| 1985 | 11 640 чел. |  |
| 1990 | 11 482 чел. |  |
| 1995 | 11 339 чел. |  |
| 2000 | 10 628 чел. |  |
| 2005 | 9824 чел.   |  |